# VBC Biel-Bienne
VBC Biel-Bienne – żeński klub piłki siatkowej ze Szwajcarii. Został założony w 1960 w mieście Biel/Bienne.

## Sukcesy
- Mistrzostwa Szwajcarii:
  -  1960, 1961, 1962, 1963
  -  2003
- Puchar Szwajcarii:
  -  1962, 1971
  -  1976